# Cristina Guarda
Cristina Guarda (Cologna Veneta, 3 marzo 1990) è una politica italiana, europarlamentare dal 2024.

## Biografia
Dopo la maturità linguistica, Guarda inizia la sua attività imprenditoriale come imprenditrice volontaria a progetti per la promozione dell'etica imprenditoriale e di iniziative volte a sostenere il microcredito per le piccole e medie imprese, organizzando e coordinando convegni e laboratori parlamentari.

### Attività politica
L'esperienza politica di Guarda ha inizio nel 2015, quando viene eletta alla tornata elettorale del 2015 come consigliera regionale nella lista civica della candidata di centro-sinistra Alessandra Moretti.
Iscrittasi ad Europa Verde, Guarda viene eletta nel 2020 consigliera comunale a Lonigo, suo comune di residenza. Nello stesso anno, viene riconfermata consigliera regionale alle elezioni del 2020 nella lista di Europa Verde, a sostegno del candidato di centro-sinistra Arturo Lorenzoni.
Alle elezioni europee del 2024 viene candidata come capolista per Alleanza Verdi e Sinistra nella circoscrizione Italia nord-orientale ottenendo circa 33mila preferenze, classificandosi seconda dopo il sindaco di Riace Mimmo Lucano, il quale, optando per la circoscrizione Italia meridionale, consente l'ingresso di Guarda all'Europarlamento.
Il 23 luglio dello stesso anno, viene eletta fra i vice-presidenti della Commissione per le petizioni del Parlamento europeo.